# Маломихайловский сельский совет (Криничанский район)
Маломихайловский сельский совет (укр. Маломихайлівська сільська рада) — входит в состав
Криничанского района
Днепропетровской области
Украины.
Административный центр сельского совета находится в 
с. Маломихайловка.

## Населённые пункты совета
- с. Маломихайловка
- с. Диброва
- с. Новокалиновка
- с. Шмаково